# Municipio de Langberg
El municipio de Langberg (en inglés: Langberg Township) es un municipio ubicado en el condado de Bowman en el estado estadounidense de Dakota del Norte. En el año 2010 tenía una población de 16 habitantes y una densidad poblacional de 0,17 personas por km².

## Geografía
El municipio de Langberg se encuentra ubicado en las coordenadas 45°59′39″N 103°40′45″O / 45.99417, -103.67917. Según la Oficina del Censo de los Estados Unidos, el municipio tiene una superficie total de 92.98 km², de la cual 92,84 km² corresponden a tierra firme y (0,16 %) 0,15 km² es agua.

## Demografía
Según el censo de 2010, había 16 personas residiendo en el municipio de Langberg. La densidad de población era de 0,17 hab./km². De los 16 habitantes, el municipio de Langberg estaba compuesto por el 100 % blancos. Del total de la población el 0 % eran hispanos o latinos de cualquier raza.